# Tapul
Tapul é um município de  quinta classe de renda municipal (d) na província Sulu, nas Filipinas. De acordo com o censo de 1 de maio  de  2020 possui uma população de 20 799 pessoas e 3 617 domicílios.